# 북키프로스 주재 외국공관 목록

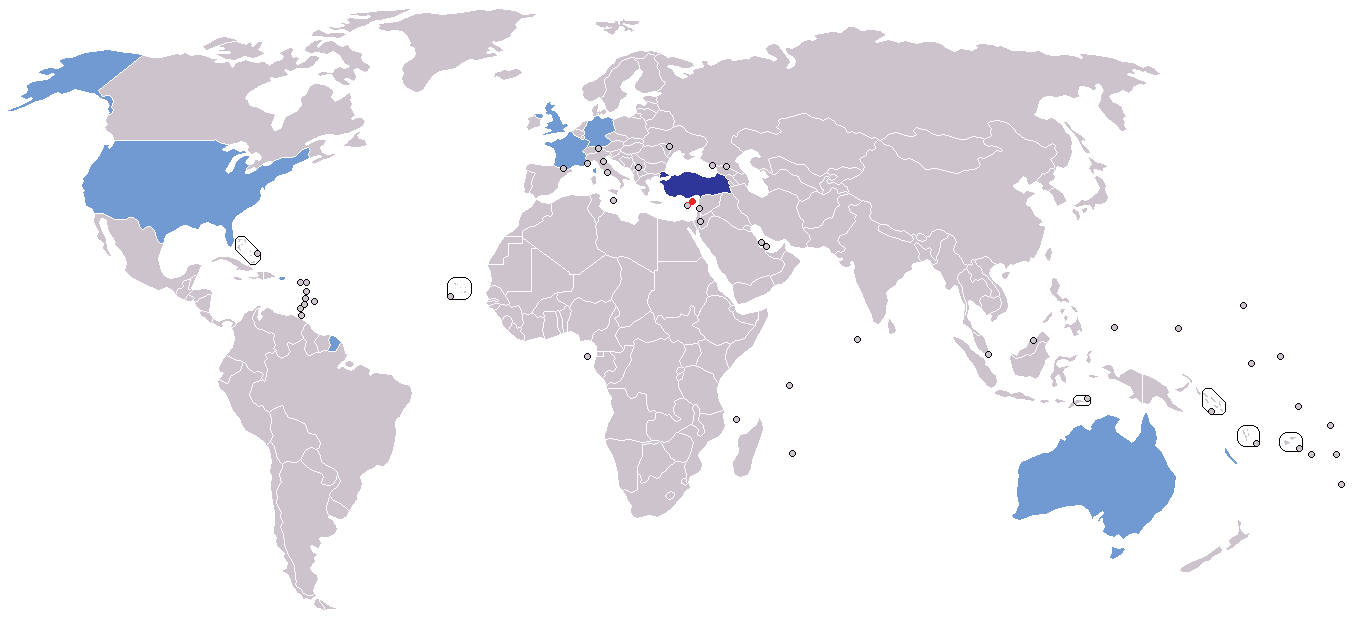
대사관
관계가 없지만, 사무소만 존재하는 경우

이 문서는 북키프로스 주재 외국공관 목록에 관한 내용을 다룬다.

## 대사관
- 튀르키예 - 니코시아 북부

## 영사관
- 튀르키예 - 파마구스타 (가지마우사, 총영사관)

## 일반 대표부
- 오스트레일리아 (고등판무관 대표부)
- 독일 (대사 대표부)
- 유럽 연합 (지원 연락관)
- 프랑스 (문화 대표부)
- 이탈리아 (대사 대표부)
- 러시아 (대사 대표부)
- 영국 (고등판무관 대표부)
- 미국 (대사 대표부)

## 같이 보기
- 북키프로스의 대외 관계
- 북키프로스의 재외공관 목록